# 9726 Verbiscer
9726 Verbiscer eller 1981 EY19 är en asteroid i huvudbältet som upptäcktes den 2 mars 1981 av den amerikanska astronomen Schelte J. Bus vid Siding Spring-observatoriet. Den är uppkallad efter Anne J. Verbiscer.
Asteroiden har en diameter på ungefär 4 kilometer och den tillhör asteroidgruppen Koronis.